# CarbonCat 35
CarbonCat 35 bezeichnet einen Katamarantyp.

## Geschichte
Die aus drei Einheiten bestehende Serie des Typs wurde von Båtservice Mandal für Veolia Transport Nord, aus der 2011 Boreal Transport Nord hervorging, gebaut. Die Rümpfe wurden von Tuco Marine in Dänemark zugeliefert.
Auf der Überführungsfahrt von Mandal in das geplante Einsatzgebiet in der Provinz Troms wurde die Sollifjell im März 2010 im Bereich des Tunnels zwischen den beiden Katamaranrümpfen durch Welleneinwirkung erheblich beschädigt. Die Ablieferung der beiden Folgebauten wurde daraufhin zunächst gestoppt. Infolge des Unfalls wurden an der Unglücksfähre und den beiden Folgebauten Verstärkungen angebracht, um Beschädigungen durch Welleneinwirkungen zu verhindern.
Boreal Transport Nord setzte die Fähren im Linienverkehr zwischen Tromsø, Finnsnes und Harstad ein. Anfang der 2020er-Jahre wurden die Fähren verkauft. Zwei Einheiten gingen an Reedereien in Kroatien und werden dort im Fährverkehr zu den der kroatischen Küste vorgelagerten Inseln zwischen Split und Dubrovnik bzw. von Zadar eingesetzt, die dritte wurde innerhalb Norwegens an Rødne Fjord Cruise verkauft und für Fjordrund- und -linienfahrten genutzt.
Der Schiffstyp wurde vom norwegischen Schiffsarchitekturbüro LMG Marin entworfen.

## Beschreibung
Die Fähren werden von zwei MTU-Dieselmotoren des Typs 12V2000M72 mit jeweils 1080 kW Leistung angetrieben, von denen sich jeweils einer in den beiden Rümpfen befindet. Die Motoren wirken über Untersetzungsgetriebe auf jeweils einen Verstellpropeller und beschleunigen die Fähren auf eine Geschwindigkeit von etwa 33 kn. Für die Stromerzeugung stehen zwei von John-Deere-Dieselmotoren mit jeweils 35 kW Leistung angetriebene Generatoren zur Verfügung.
Auf dem Hauptdeck befindet sich ein Aufenthaltsraum mit Sitzen für die Passagiere. Auf dem Oberdeck befindet sich ein offener Decksbereich sowie im vorderen Bereich das Steuerhaus, hinter dem sich ein Aufenthaltsraum für die Besatzung und ein Büroraum befinden.
Die Schiffe sind aus kohlenstofffaserverstärktem Kunststoff konstruiert.

## Schiffe
| CarbonCat 35 | CarbonCat 35 | CarbonCat 35 | CarbonCat 35 | CarbonCat 35               |
| Bauname      | Bau- nummer  | IMO- Nummer  | Ablieferung  | Umbenennungen und Verbleib |
| ------------ | ------------ | ------------ | ------------ | -------------------------- |
| Sollifjell   | 84           | 9562996      | März 2010    | 2023: Rygersol             |
| Kistefjell   | 85           | 9563160      | April 2011   | 2021: Krilo Nomadic        |
| Fløyfjell    | 86           | 9563172      | April 2011   | 2021: Krilo, 2021: Andela  |

Die Schiffe kamen unter norwegischer Flagge mit Heimathafen Hammerfest in Fahrt. Sie wurden nach Bergen in der norwegischen Provinz Troms benannt.